# 424-й гвардейский самоходно-артиллерийский полк
424-й гвардейский самоходно-артиллерийский Пражский орденов Богдана Хмельницкого, Александра Невского и Красной Звезды полк — воинское формирование Вооружённых сил СССР в Великой Отечественной войне.

## История
Ведёт свою историю от сформированного, 3 января 1945 года на базе 740-го отдельного истребительно-противотанкового дивизиона, 1727-го самоходно-артиллерийского орденов Александра Невского и Красной Звезды полка.

4 апреля 1945 года преобразован в 424-й гвардейский тяжелый самоходно-артиллерийский полк, на основании Приказа НКО № 050 от 17.03.1945 г. и Директивы ГШ КА № Орг/4/83437 от 04.04.1945 года.
Имел на вооружении - СУ-100.
За проявленные в боях отвагу, мужество, высокую дисциплину и организованность личного состава был удостоен гвардейского звания (17 марта 1945 года) и преобразован в 424-й гвардейский самоходный артиллерийский полк. 
За образцовое выполнение боевых задач при прорыве обороны немецких войск на р. Нейсе полк был награждён орденом Александра Невского.
За образцовое выполнение заданий командования в боях при прорыве обороны немцев и овладении городами Коттбус, Люббен, Цоссен, Беелитц, Лукенвальде, Тройенбритцен, Цана, Маренфельде, Треббин, Рангсдорф, Дидерсдорф, Кельтов и проявленные при этом доблесть и мужество полк был награждён орденом Богдана Хмельницкого 2-й степени (28.05.1945). 
Высокое боевое мастерство показали воины полка в Берлинской наступательной операции. После успешного прорыва оборонит, рубежа противника на р. Нейсе подразделения полка, тесно взаимодействуя с танками и мотопехотой 6-го гвардейского механизированного корпуса и другими частями 4 гв. ТА, участвовали в овладении гг. Потсдам (27 апреля) и Бранденбург (1 мая). 
Боевой путь завершил в Пражской наступательной операции, в ходе которой вышел на подступы города Прага. 
За ратные подвиги в годы войны сотни воинов полка были награждены орденами и медалями.

## Полное наименование
- 424-й гвардейский самоходно-артиллерийский Пражский орденов Богдана Хмельницкого, Александра Невского и Красной Звезды полк

## Подчинение
- 6-й гвардейский механизированный корпус 1-го Украинского фронта

## Командование

### Командиры полка
- на 04.04.45 - 05.05.45	Чувилёв Иван Григорьевич, гвардии подполковник
- 15.05.1945 - 17.05.1945, врид	Щелкогонов Дмитрий Платонович, гвардии майор
- на 18.05.45	Чувилёв Иван Григорьевич, гвардии подполковник
- на 25.06.45 (м.б. после ранения)	Кобзарь Дмитрий Александрович, гвардии подполковник

### Заместитель командира полка по строевой части
- на 1945 Щелкогонов Дмитрий Платонович, гвардии майор

## Награды и наименования
| Награда                               | Дата       | За что получена |
| ------------------------------------- | ---------- | --- |
| «Пражский»                            | 9.05.1944  | за отличие в боях немецкими захватчиками |
| Орден Богдана Хмельницкого II степени | 28.05.1945 | за образцовое выполнение заданий командования в боях при прорыве обороны немцев на реке Нейссе и овладении городами Коттбус, Люббен, Цоссен, Беелитц, Лукенвальде, Тройенбритцен, Цана, Маренфельде, Треббин, Рангсдорф, Дидерсдорф, Кельтов и проявленные при этом доблесть и мужество |
| Орден Александра Невского             | 26.04.1945 | за образцовое выполнение заданий командования в боях при прорыве обороны немцев и разгроме войск противника юго-западнее Оппельн и проявленные при этом доблесть и мужество |
| Орден Красной Звезды                  | 10.08.1944 | за образцовое выполнение заданий командования в боях с немецкими захватчиками, за овладение городом Львов и проявленные при этом доблесть и мужество (по преемственности от 740-го истребительно-противотанкового дивизиона и 1727 сап)                                                 |